# Geoffrey Mason
Geoffrey Mason (Geoffrey Travers Mason; * 13. Mai 1902 in Philadelphia; † 5. Januar 1987 in Rumford, Rhode Island) war ein US-amerikanischer Bobfahrer.
Mason studierte Literatur am Bowdoin College in Brunswick (Maine). Er spielte Football und gehörte auch der Leichtathletikmannschaft an. Im Hammerwurf war er der Zweitbeste seiner Schule, hinter Fred Tootell, dem späteren Olympiasieger in dieser Disziplin. Mason setzte sein Studium an der Albert-Ludwigs-Universität in Freiburg im Breisgau fort.
In der Zeitung Paris Herald las Mason ein Inserat, das nach in Europa lebenden amerikanischen Athleten suchte. Diese sollten die Bobmannschaft bei den Olympischen Winterspielen 1928 in St. Moritz ergänzen. Er wurde in die Mannschaft aufgenommen und gewann nach nur einem Monat Training die Goldmedaille im Fünferbob.
Danach kehrte Mason in seine Heimat zurück und unterrichtete Latein und Deutsch, zunächst am Bowdoin College, später jedoch hauptsächlich an Primar- und Sekundarschulen. Daneben war er Trainer in sieben verschiedenen Sportarten.